# Poeciliopsis balsas
Poeciliopsis balsas är en fiskart som beskrevs av Hubbs 1926. Poeciliopsis balsas ingår i släktet Poeciliopsis och familjen Poeciliidae. Inga underarter finns listade i Catalogue of Life.